# Taphrina pruni

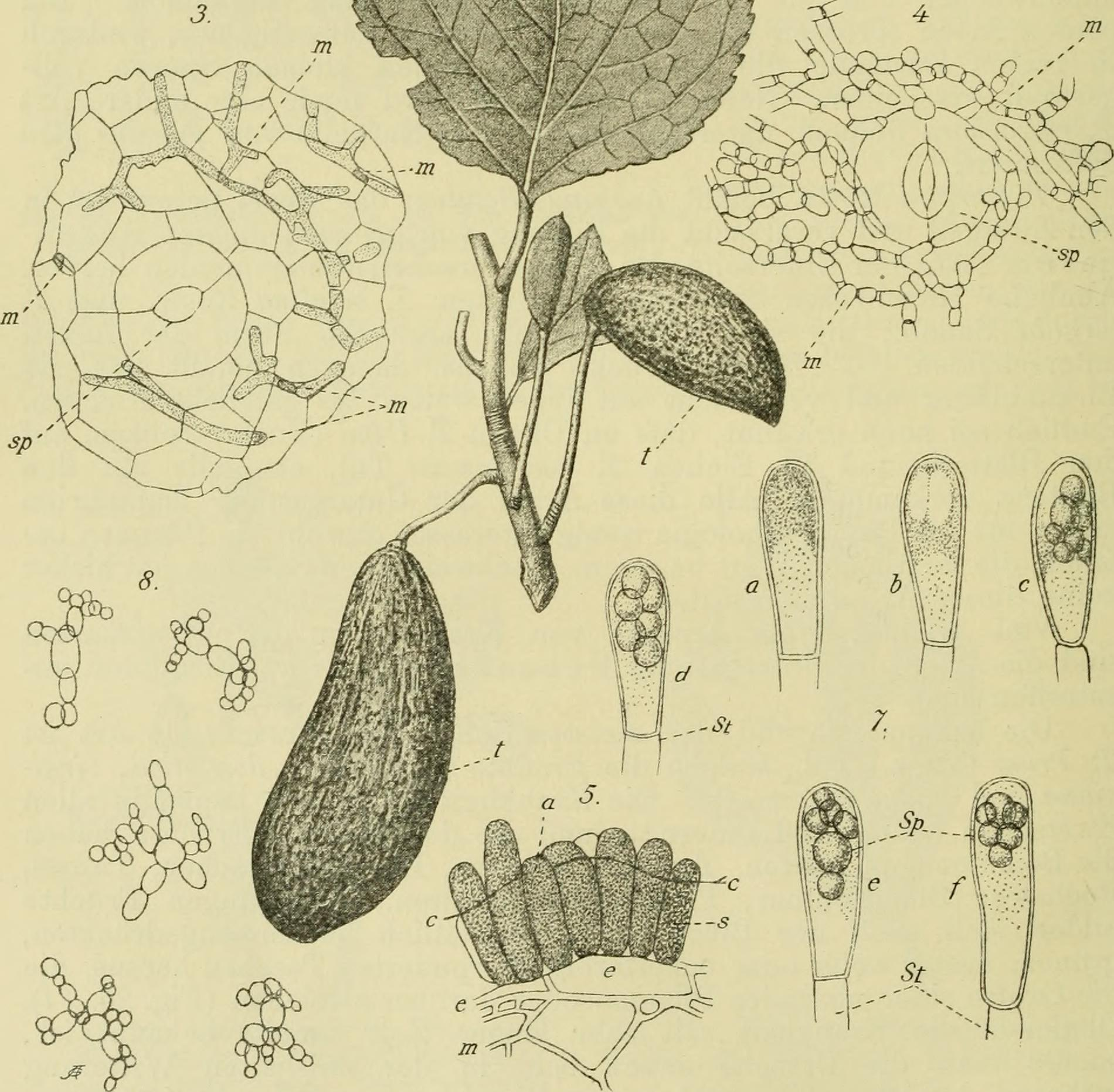

Taphrina pruni (Fuckel) Tul. – gatunek grzybów z klasy szpetczaków (Taphrinomycetes). U śliw wywołuje chorobę o nazwie torbiel śliwek.

## Systematyka i nazewnictwo
Pozycja w klasyfikacji według Index Fungorum: Taphrinaceae, Taphrinales, Taphrinomycetidae, Taphrinomycetes, Taphrinomycotina, Ascomycota, Fungi.
Po raz pierwszy zdiagnozował go w 1860 r. Karl Wilhelm Fuckel nadając mu nazwę Exoascus pruni. Obecną, uznaną przez Index Fungorum nazwę nadał mu w 1866 r. Louis René Tulasne.
Synonimy:

- Ascomyces pruni (Fuckel) W. Phillips 1887
- Exoascus insititiae Sadeb. 1884
- Exoascus pruni Fuckel, 1860
- Exoascus pruni var. divaricata Jacz. 1926
- Exoascus pruni var. padi Jacz. 1926
- Exoascus pruni Fuckel 1870 var. pruni
- Exoascus pruni var. ussuriensis Jacz. 1926
- Taphrina insititiae (Sadeb.) Johanson 1886
- Taphrina pruni Tul., 1866 var. pruni[3].

## Morfologia i rozwój
Patogen na zaatakowanych roślinach tworzący dikariotyczną grzybnię, która przerasta miękisz owoców. Na powierzchni owoców bezpośrednio na grzybni tworzą się maczugowate, lekko spłaszczone worki. Mają lekko ścięty szczyt i wymiary 35–55 × 9–12 μm. Powstają w nich bezbarwne, jednokomórkowe, kuliste lub jajowate askospory o średnicy 3,5–7 μm. Mogą kiełkować jeszcze w workach. Przez pączkowanie powstają z nich zarodniki konidialne zwane blastosporami. Następuje to przy dużej wilgotności powietrza. Deszcz roznosi blastospory po pędach rośliny. Posiadają na powierzchni kleistą substancję, za pomocą której przyklejają się do łusek pączków lub kory pędów, po czym kiełkują i w takim stanie zimują. W blastosporach następuje podział jąder, nie powstają natomiast oddzielne komórki. Dzięki temu następuje dikariotyzacja. Wiosną wykiełkowane blastospory przez pączkowanie tworzą nowe zarodniki, które rozprzestrzenia wiatr. Te, które przykleją się do kwiatów śliwy, powodują przekształcenie ich w torbiele.
Jest to pasożyt obligatoryjny. Grzybnia rozwijać się może tylko w żywych tkankach.

## Występowanie
Występuje we wszystkich rejonach świata, w których uprawia się śliwy. Powszechnie występuje w Europie i Ameryce Północnej, znany jest także w Azji, Nowej Zelandii i Algierii. W Polsce jest pospolity. Występuje nie tylko na uprawianych śliwach, ale także na dziko rosnącej śliwie tarninie.
Podobne torbiele na czeremchach wywołuje Taphrina padi.